# ペペ・ロメロ
ペペ・ロメロ（Pepe Romero, 1944年3月8日 - ）は国際的に著名なクラシック・ギター奏者。スペインのマラガ出身。ギターの傑出したヴィルトゥオーソとして著名。フラメンコギターの演奏も得意とする。作曲家でロメロ・ギター四重奏団の創設者セレドニオ・ロメロの次男である。ロメロ一家は「ギター界のロイヤルファミリー」と呼ばれる。

## 人物・来歴
父親セレドニオの手ほどきでギターと音楽を学ぶ。父親以外の教師についたことはない。わずか7歳にして父親セレドニオと共演して、最初の公開演奏の舞台を踏む。欧米各地で演奏活動を行い、フィラデルフィア管弦楽団、クリーヴランド管弦楽団、シカゴ交響楽団、ヒューストン交響楽団、ピッツバーグ交響楽団、ボストン交響楽団、サンフランシスコ交響楽団、ダラス交響楽団、ロサンジェルス・フィルハーモニー管弦楽団、ボストン・ポップス管弦楽団、香港シンフォニエッタ、ロンドン交響楽団、アカデミー室内管弦楽団、モンテカルロ・フィルハーモニー管弦楽団、イ・ムジチ、チューリヒ室内管弦楽団、フィルハーモニア・フンガリカ、ハンガリー国立管弦楽団、スペイン国立管弦楽団、スペイン国立放送管弦楽団、スイス・ロマンド管弦楽団、モスクワ室内管弦楽団、ローザンヌ室内管弦楽団、アメリカ・シンフォニエッタ、ボーンマス交響楽団などの世界の主要なオーケストラやアンサンブルと共演を続けてきた。国際的な数多くの音楽祭にも多くの出演歴を誇る（ザルツブルク音楽祭、シュレスヴィヒ＝ホルシュタイン音楽祭、メニューイン音楽祭、大阪国際音楽祭、グラナダ音楽祭、イスタンブール音楽祭、ラヴィニア音楽祭、ハリウッド・ボウル音楽祭、サラトガ音楽祭、香港音楽祭ほか）
15歳で初録音を行なってから、ソリストとして50以上のアルバムと、ロメロ四重奏団の一員として30以上のアルバムを残している。リチャード・ニクソンやジミー・カーター、オランダ女王、イギリス皇太子、ローマ教皇らの要人に御前演奏を行なってきた。レコードは数々の受賞歴を誇り、ロメロ自身はヴィクトリア大学から名誉博士号を授与されている。
ペペ・ロメロの演奏に触発されて、ホアキン・ロドリーゴやフェデリコ・モレーノ・トローバ、フランシスコ・デ・マディナ師、ロレンツォ・パロモら、そして父セレドニオがギター作品の筆を執った。